# Massimo Zappino
Massimo Zenildo Zappino, cunoscut ca Massimo Zappino (n. 12 iunie 1981, Pesqueira, Brazilia) este un fotbalist aflat sub contract cu echipa din Serie A,Frosinone Calcio.